# Гагарин, Григорий Иванович (воевода)
Не путать с Гагариным Григорием Ивановичем
Князь Григорий Иванович Гагарин — воевода во времена правления Фёдора Ивановича, Бориса Годунова, Смутное время и царствование Михаила Фёдоровича.
Из княжеского рода Гагарины. Младший сын князя Ивана Даниловича Гагарина по прозванию «Гусь». Имел старшего брата, князя Романа Ивановича.

## Биография
В Боярском списке 1588/89 годов показан среди выборных дворян испомещённых под Москвой.
В 1602 году первый воевода в Новгород-Северском. В 1605 году четвёртый воевода в Новгород-Северском, где в декабре разбил войска Лжедмитрия I, состоящих из четырёх тысяч ратников.
В январе 1616 года второй воевода в Тобольске, вместе с сыном, который был письменным головою.
От брака с неизвестной имел единственного сына, московского дворянина и воеводу, князя Данилу Григорьевича Гагарина по прозванию Короб.

## Критика
М. Г. Спиридов показывает, что князь Григорий Иванович Гагарин умер зимою 1616 года на воеводстве в Тобольске. Эту же дату показывает П. В. Долгоруков в «Российской родословной книге». В этом же источнике показан еще один брат № 59 Сила Иванович Гагарин и ещё князь № 85 Гагарин Григорий Иванович.
А. П. Барсуков показывает, что князь Григорий Иванович был на воеводстве в Тобольске в 1615—1620 годах.